# Hammerhead
Den här artikeln handlar om The Offspring-singeln. För seriefiguren med samma namn se Hammerhead (seriefigur).
Hammerhead är en singel av det amerikanska punkrockbandet The Offspring och det var den första singeln som släpptes från albumet Rise and Fall, Rage and Grace. Den hade spelats ett antal gånger live under senare delen av 2007 och även under delar av 2008 innan albumet släpptes. Enligt Dexter Holland handlar låten om skolmassaker och den har en biblisk referens i sig, då till Psaltaren 23:4, med textraderna "Yea, thou I walk through the valley of the shadow of death, I fear no evil; for thou art with me" (på svenska översatt till "Om jag än vandrar i dödsskuggans dal, fruktar jag intet ont, ty du är med mig"). Låten finns även med på spelet Madden 09:s soundtrack och kom på plats 11 på listan The KROQ Top 106.7 Songs of 2008.
Enligt TuneLab Music skulle "Hammerhead" börja spelas på radio den 6 maj 2008. Dock hade låten radiopremiär i USA redan den 2 maj 2008 på radiostationen KROQ och dessutom kunde man ladda ner singeln från och med den 5 maj 2008 i 320 kbps DRM-fri MP3-format från både KROQ:s och The Offsprings hemsidor.

## Musikvideon
Den 14 maj 2008 presenterade bandet en musikvideotävling på deras hemsida, där tävlingen gick ut på att göra en musikvideo till just denna låt. Holland sade själv "Vi är spända på att se vad folk kommer att göra med 'Hammerhead' utifrån deras talanger och perspektiv.". En av reglerna, som upprörde vissa fans, var att tävlingen endast var öppen för de som bodde i USA. Förstapriset i tävlingen var $10,000. Den 10 oktober 2008 meddelades det vem som vann tävlingen.
Den riktiga musikvideon, som är gjord av Teqtonik, hade premiär på IGN.com den 9 juni 2008, samma dag som Rise and Fall, Rage and Grace fanns att ladda ner på bandets Imeem-sida. Musikvideon var med i Fuse.tv:s tävling där den bästa musikvideon under 2008 skulle koras, men denna musikvideo vann inte.

## Låtlista
Alla låtar är skrivna och komponerade av The Offspring, om inte annat anges. 
| Nr | Titel      | Längd |
| -- | ---------- | ----- |
| 1. | Hammerhead | 4:38  |

### Engelska originalcitat
1. ↑  "We are excited to see what people will do to add their perspective and talents to 'Hammerhead'."